# Condylus occipitalis
Condylus occipitalis er en underoverflade protuberans på nakkebenet i vertebraerne, der fungerer i artikulation med øvre facetter af atlas-hvirvlen.